# Aterica buchholzi
Aterica buchholzi är en fjärilsart som beskrevs av Carl Plötz 1880. Aterica buchholzi ingår i släktet Aterica och familjen praktfjärilar. Inga underarter finns listade i Catalogue of Life.